# Open Gaz de France 1995
L'Open GDF Suez est un tournoi de tennis professionnel féminin. L'édition 1995, classée en catégorie Tier II, se dispute à Paris du 13 au 19 février 1995.
Steffi Graf remporte le simple dames. En finale, elle bat Mary Pierce, décrochant à cette occasion le 87e titre de sa carrière sur le circuit WTA.
L'épreuve de double voit quant à elle s'imposer Meredith McGrath et Larisa Neiland.

## Résultats en simple

### Parcours
Les quatre premières têtes de série sont exemptées de premier tour.
| No | Joueuse          | Résultat      | Ultime adversaire   |
| -- | ---------------- | ------------- | ------------------- |
| 1  | Steffi Graf      | Victoire      | Mary Pierce (2)     |
| 2  | Mary Pierce      | Finale        | Steffi Graf (1)     |
| 3  | Jana Novotná     | 1/2 finale    | Steffi Graf (1)     |
| 4  | Iva Majoli       | 1/2 finale    | Mary Pierce (2)     |
| 5  | Julie Halard     | 2e tour       | Martina Hingis (WC) |
| 6  | Judith Wiesner   | 1/4 de finale | Mary Pierce (2)     |
| 7  | Karina Habšudová | 1/4 de finale | Jana Novotná (3)    |
| 8  | Sabine Appelmans | 1/4 de finale | Iva Majoli (4)      |

| No | Joueuse           | Résultat      | Ultime adversaire |
| -- | ----------------- | ------------- | ----------------- |
| 1  | Martina Hingis    | 1/4 de finale | Steffi Graf (1)   |
| 2  | Noëlle van Lottum | 1er tour      | Barbara Rittner   |

## Résultats en double

### Parcours
| No | Équipe                             | Résultat | Ultimes adversaires               |
| -- | ---------------------------------- | -------- | --------------------------------- |
| 1  | Barbara Rittner Caroline Schneider | 1er tour | Sandrine Testud Noëlle van Lottum |

| No | Équipe                              | Résultat      | Ultimes adversaires                 |
| -- | ----------------------------------- | ------------- | ----------------------------------- |
| 1  | Seda Noorlander Marlene Weingärtner | 1er tour      | Meredith McGrath Larisa Neiland (1) |
| 2  | Caroline Dhenin Petra Thoren        | 1/4 de finale | Julie Halard Nathalie Tauziat (3)   |